# Бриджертоны (2-й сезон)
Второй сезон американского костюмного телесериала «Бриджертоны» вышел на экраны 25 марта 2022 года. Главные роли в нём сыграли Джонатан Бейли, Симон Эшли, Чаритра Чандран, Руперт Янг.

## Сюжет
Действие «Бриджертонов» происходит в альтернативном Лондоне эпохи Регентства. Главные герои — четверо братьев и четыре сестры из семьи Бриджертонов, которые начинают свою жизнь в высшем обществе. Неисправимый холостяк Энтони Бриджертон, старший из детей, решил, что все беды от любви, поэтому не нужно руководствоваться ею при выборе жены. Идеальной кандидатурой на роль новой виконтессы кажется мисс Эдвина Шарма, «бриллиант сезона», красавица и образец скромности. Старшая сестра потенциальной невесты Кейт категорически против такого союза: она уверена, что наглый и высокомерный виконт Бриджертон не может стать хорошим мужем.

## В ролях
- Джонатан Бейли — Энтони Бриджертон, 9-й виконт Бриджертон
- Симон Эшли — Катани, виконтесса Бриджертон
- Чаритра Чандран — Эдвина Шарма
- Руперт Янг — лорд Джек Фезерингтон

## Создание и оценки
Съёмки второго сезона начались весной 2021 года. Основная часть актёрского коллектива сохранилась, но главная звезда первого сезона, Реге-Жан Пейдж, в съёмках не участвовал: его героя, герцога Гастингса, нет в сценарии, тогда как герцогиня Гастингс в исполнении Фиби Дайневор вернулась в новом сезоне. 2 апреля 2021 года стало известно, что к проекту присоединились Чаритра Чандран и Руперт Янг. Роль Кейт Шармы получила Симон Эшли, известная по сериалу «Половое воспитание».
Премьера состоялась 25 марта 2022 года. Сезон достиг первых позиций топ-чартов Netflix в 92 странах, набрав более 193 млн часов просмотров, что стало рекордом для всех англоязычных сериалов сервиса за первые три дня релиза. Во вторую неделю после выхода число просмотров достигло 251,7 млн часов, что тоже стало абсолютным рекордом.